# Купальский костёр
Купальский костёр (купала, новг. живой, лесной, лекарственный огонь, царь-огонь) — ритуальный огонь, непременный атрибут встречи летнего праздника Ивана Купалы, являлся центром гуляний в Иванову ночь. Считалось, что костёр выполняет очищающую функцию.

## Возжигание
Купальские костры зажигали вечером на Аграфену Купальницу. Сигналом для возжигания костра служил заход солнца. Костры устраивали на возвышенностях по берегам рек, озёр, прудов или на перекрестках дорог. Иногда в селении разводили несколько костров. Для разжигания костра приглашали наиболее уважаемых в общине стариков, которые использовали для этого «живой огонь», получаемый путём трения. В ряде мест старика заменял парень, отличавшийся от своих сверстников ловкостью, удалью и уважением.

## Обычаи
Важным элементом купальского костра был сбор дров для него. Молодёжь (иногда дети, пастухи) заранее готовила материал для костра — хворост, ветки, дрова (часто краденые), жерди, сломанные ворота, заборы, старые мётлы, корзины, ветхую обувь, смоляные бочки, колёса, оставшуюся от Троицы зелень и т. д. Часто считалось грехом не дать чего-нибудь для купальского костра. Молодежь стаскивала со всего села огромное количество хвороста и устраивала высокую пирамиду, в центре которой возвышался шест, на него насаживали украшенное деревце, соломенное чучело (словен.), колесо, смоляную бочку, череп коня или коровы (полес.) и т. п. Символ высокого шеста, с установленным на нём колесом, в целом соотносился с универсальным образом мирового дерева. На Житомирщине в купальском костре сжигали бо́роны и колёса, чтобы защититься от ведьмы, приходящей отбирать молоко у коров.
Костры разжигали поздним вечером и жгли чаще всего до утра. В Полесье на Ивана Купалу костёр иногда разжигали на кладбище. В разных традициях имеются свидетельства о требовании разжигать купальский костёр непременно «живым огнём», добытым трением; кое-где огонь от этого костра несли домой и разводили новый огонь в очаге. К огню должны были выйти все женщины села, так как не пришедшая подозревалась в ведьмарстве. Вокруг них водили хороводы, плясали, пели купальские песни, через них прыгали: кто удачнее и выше прыгнет, тот будет счастливее. Девушки прыгают через огонь, «чтобы очистить себя и предохранить от немочей, порчи, заговоров», и чтобы «русалки не нападали и не приходили в течение года». Девушку, не перепрыгнувшую через костер, называли ведьмой (в.-слав., пол.); её обливали водой, хлестали крапивой, как не прошедшую «очищения» купальским огнём. На Киевщине нечестная девушка (потерявшая девственность до свадьбы) не имела права прыгать через костёр на Ивана Купалу, так как она тем самым осквернила бы его.
На Украине и в Белоруссии девушки и парни, взявшись за руки, прыгали попарно через огонь. Если во время прыжка их руки останутся вместе, то считали, что это явная примета их будущего брака; тоже, если вслед им полетят искры. Для защиты от колдовства на Гомельщиине парни на руках качали девушек над купальским костром.
Ребята с факелом или головешкой гонялись за девушками, пугая их или принуждая прыгать через костёр; сталкивали с горок подожженные бочки и колеса. Все эти действия сопровождались громкими криками, хлопаньем о землю бичами, стрельбой из самодельных ружей.
В некоторых местах между купальскими кострами прогоняли домашнюю скотину для защиты её от мора. В купальских кострах матери сжигали снятые с хворых детей сорочки, чтобы вместе с этим бельём сгорели и болезни. Молодёжь и дети, напрыгавшись через костры, устраивали шумные весёлые игры и бег наперегонки. Обязательно играли в горелки. По поверьям крестьян, в купальскую, самую короткую ночь, нельзя спать, так как оживает и становится особенно активной всякая нечисть — ведьмы, оборотни, русалки, колдуны, домовые, водяные, лешие. Считалось при этом, что купальский костёр обладает магической силой, способной отгонять всю нечисть, особенно ведьм, которые в Купальскую ночь были особенно опасны и могли украсть молоко у коров или испортить хлеб на полях. Помимо костров, в некоторых местах в Купальскую ночь поджигали колёса и смоляные бочки, которые затем скатывали с гор или носили на шестах, что совершенно очевидно связано с символикой солнцеворота.
В Полесье над костром на шесте водружали дегтярные банки, чтобы при разжигании костра — они также загорелись.
Остатки купальского костра — головешки, огарки, угли, пепел — считались магическим средством повышения плодородия, поэтому головешки и огарки разбрасывали по полям и огородам, втыкали в землю среди посевов, угли закапывали в грядки, угли и недогарки несли домой и разжигали в печи новый огонь, через остывшие головешки и пепел перегоняли скот и т. п.
На Украине и в Белоруссии известен обычай катания колёс (в южно-русских областях — в Петров день). Старое колесо (деревянный обруч, обвязанный соломой или травами; колесо, сплетённое из старых веников; огромное колесо-венок; резиновые покрышки) зажигали и скатывали вниз с горы в реку, обкатывали им село, реже — катали на таких колёсах девушек (предварительно продев в ступицу колеса кол и держа его за
оба конца; этот обычай назывался колесня).